# Jarotice
Jarotice jsou malá vesnice, část města Mirotice v okrese Písek v Jihočeském kraji. Nachází se asi čtyři kilometry jihozápadně od Mirotic. Je zde evidováno 21 adres. V roce 2011 zde trvale žilo čtrnáct obyvatel.
Jarotice jsou také název katastrálního území o rozloze 1,3 km².

## Historie
První písemná zmínka o vesnici pochází z roku 1379.

## Obyvatelstvo
| Rok            | 1869 | 1880 | 1890 | 1900 | 1910 | 1921 | 1930 | 1950 | 1961 | 1970 | 1980 | 1991 | 2001 | 2011 | 2021 |
| -------------- | ---- | ---- | ---- | ---- | ---- | ---- | ---- | ---- | ---- | ---- | ---- | ---- | ---- | ---- | ---- |
| Počet obyvatel | 138  | 119  | 92   | 109  | 92   | 99   | 90   | 54   | 48   | 32   | 17   | 10   | 7    | 14   | 11   |
| Počet domů     | 18   | 19   | 19   | 19   | 18   | 17   | 18   | 17   | 13   | 9    | 8    | 11   | 12   | 13   | 14   |

## Obecní správa
Při sčítání lidu v letech 1850–1929 Jarotice byly osadou obce Radobytce v okrese Písek. V letech 1930–1960 byly osadou obce Bořice v okrese Písek. V letech 1961–1980 byly částí obce Strážovice v okrese Písek. Od 1. ledna 1981 jsou částí města Mirotice v okrese Písek.

## Pamětihodnosti
- Návesní kaple.[10]

## Galerie

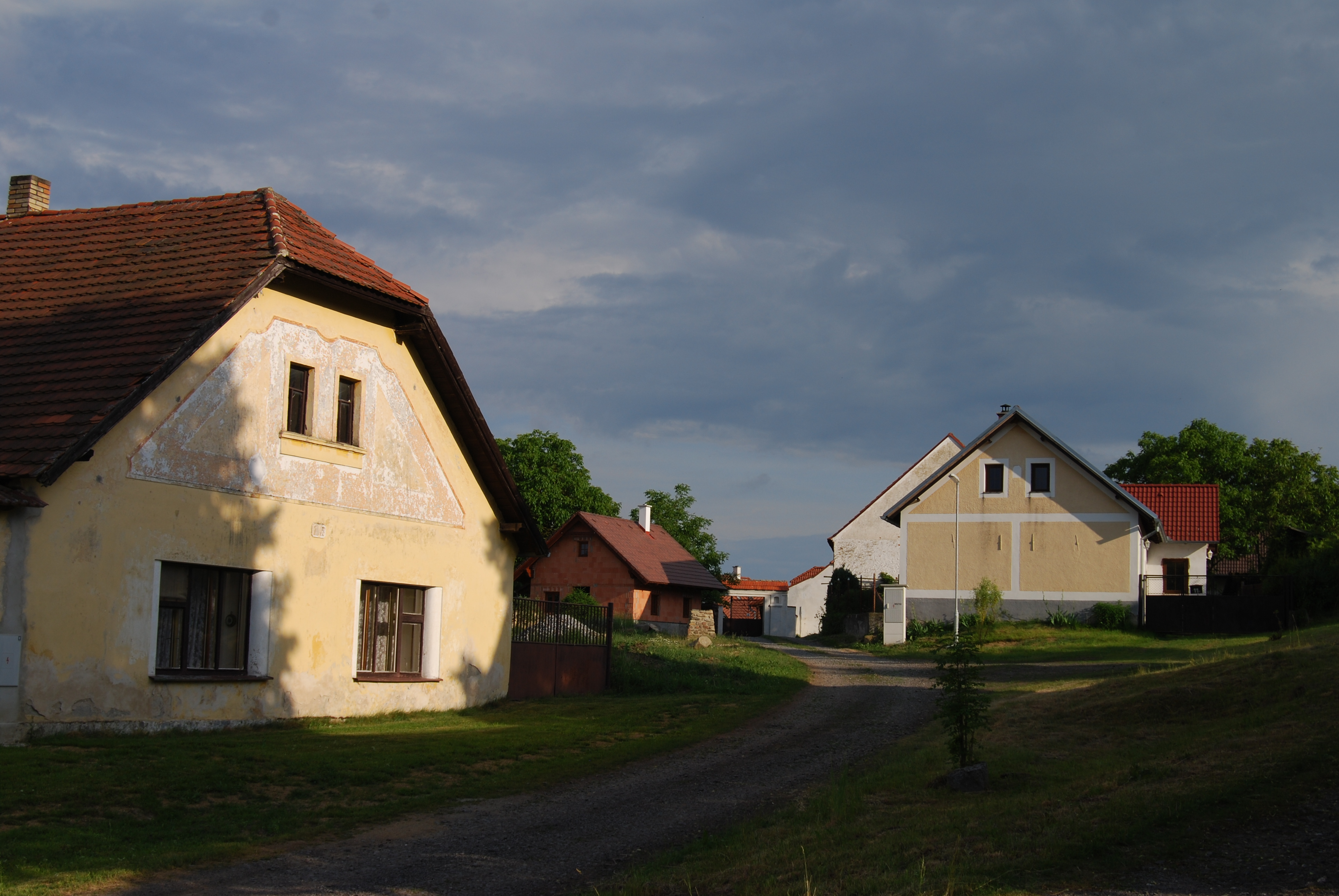
Usedlost ve vsi
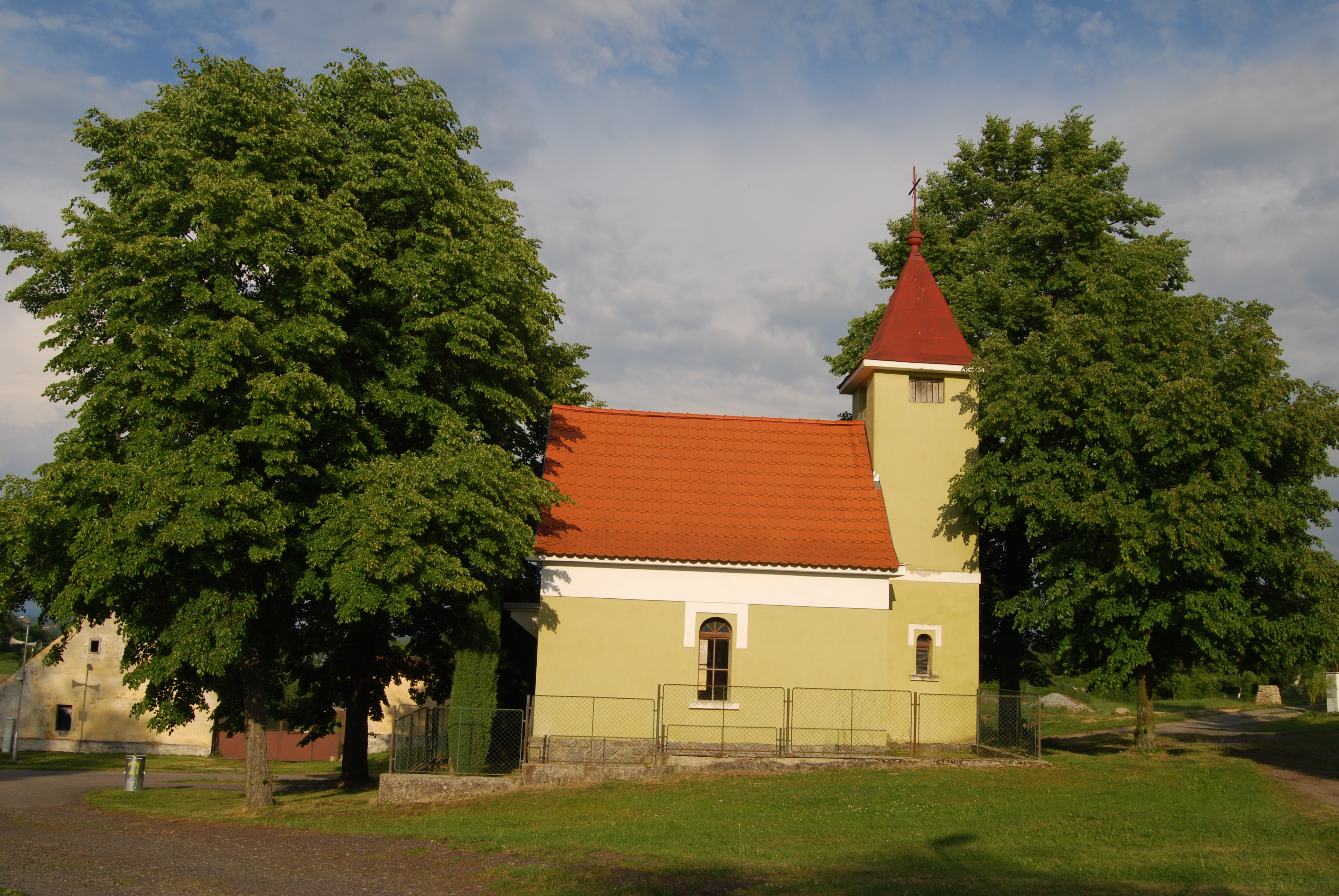
Návesní kaple